# Ice Breaker (videojuego de 1990)
Ice Breaker es un videojuego desarrollado por Topo Soft en plena edad de oro del software español. Se ambientó en una futura glaciación terrestre en el año 4003 donde escasean los recursos vitales y para atravesar la Tierra es indispensable hacerlo en bobsleigh. 
 El videojuego se presentó como un arcade de carreras. Se desarrolló para diferentes plataformas como ZX Spectrum, Amstrad CPC y MSX. La crítica especializada de la época lo recibió con buenas reseñas, MicroHobby le dio un porcentaje de 88 sobre 100.

## Argumento

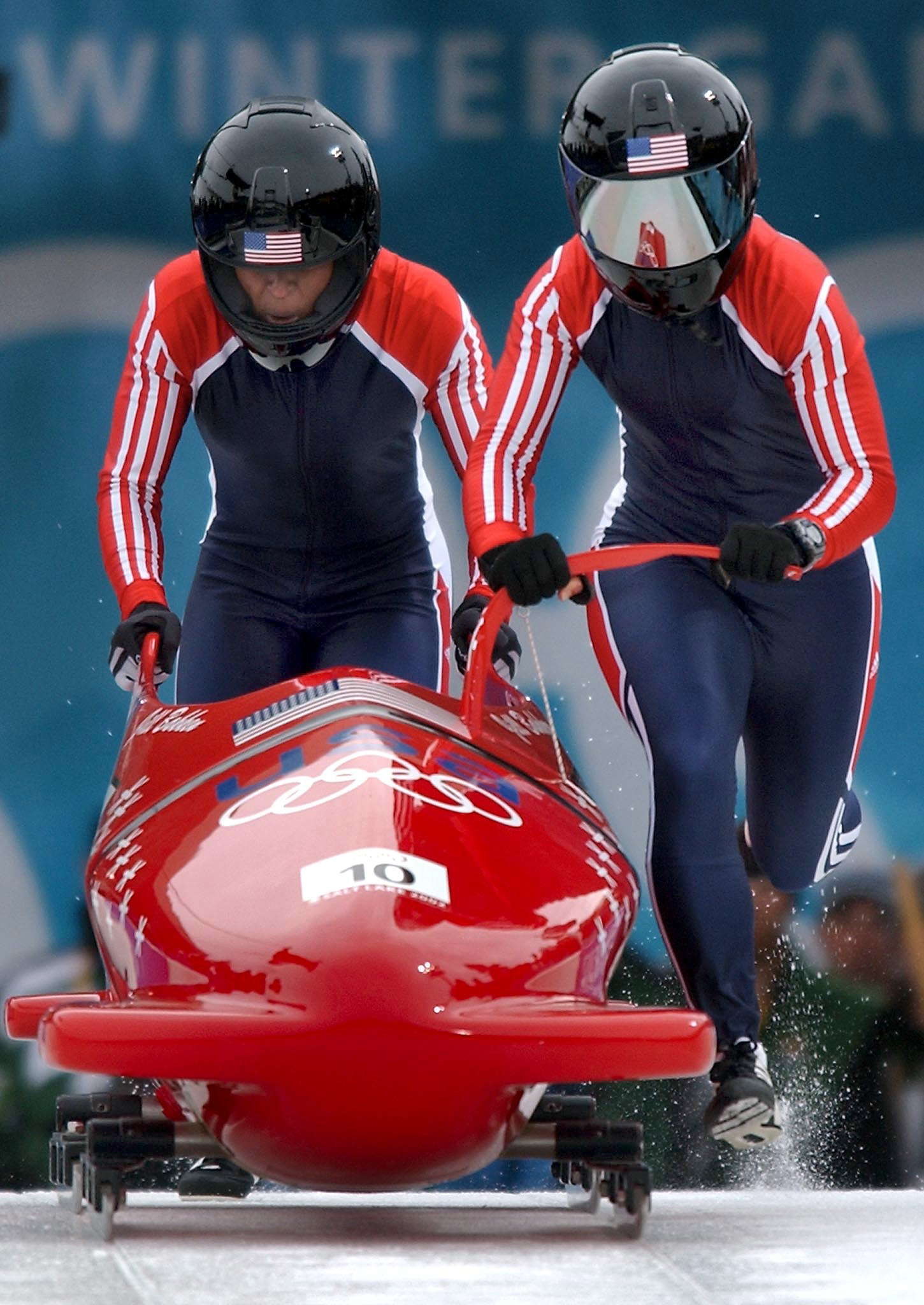
Ice Breaker se ambientó en una era futura donde solamente se podía surcar la Tierra montado en bobsleigh. En la imagen, medallistas americanos de bobsleigh

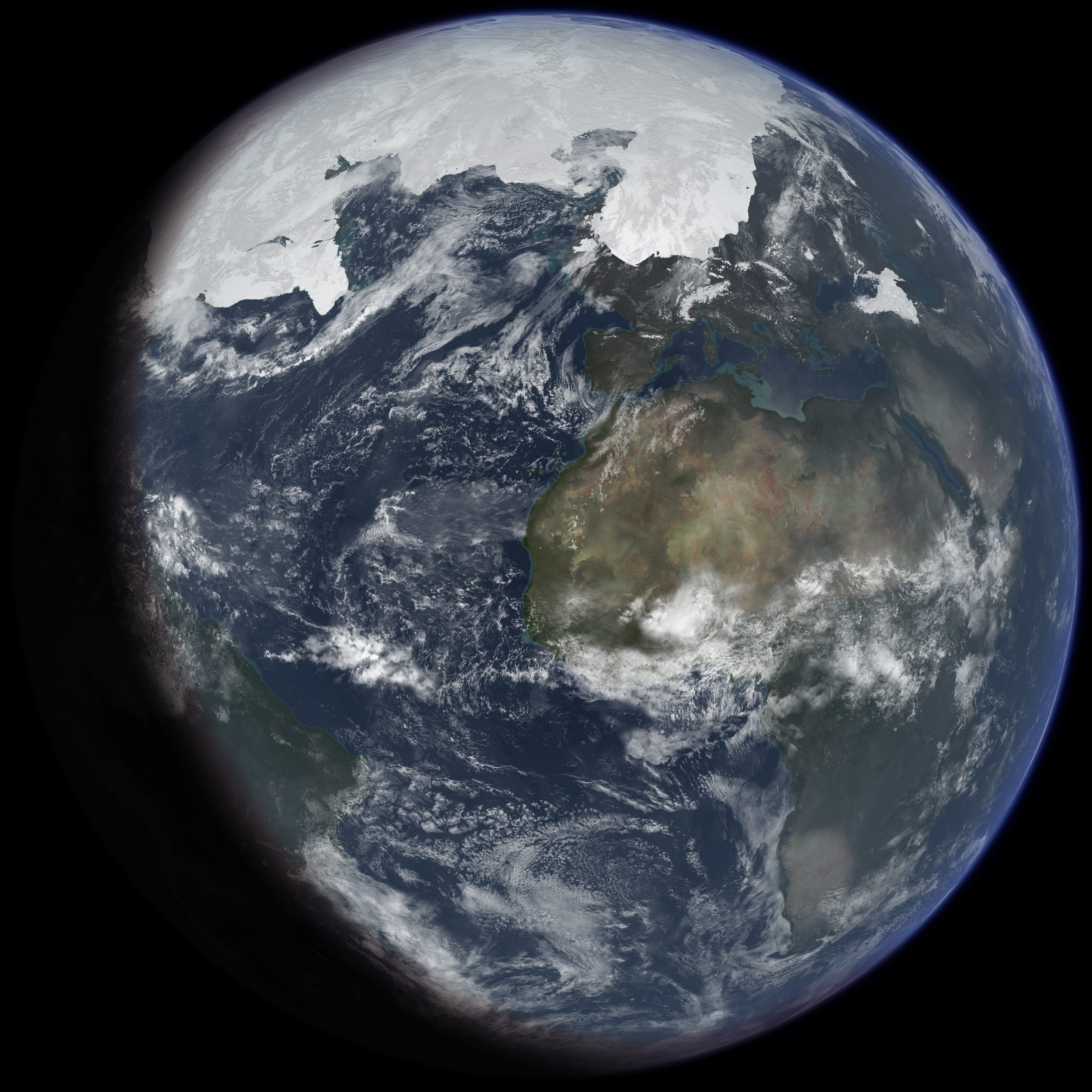
La era de una futura glaciación fue el escenario del videojuego. En la imagen, representación artística de la Tierra durante la era glacial.

Durante el año 4003, la Tierra vuelve a sufrir una devastadora glaciación por culpa de una máquina terrible denominada "Corvell". Los recursos vitales escasean y la única esperanza es llegar hasta la única zona del planeta habitable, donde aún no ha llegado la glaciación. Para ello, el jugador pilota un bobsleigh debiendo sortear múltiples obstáculos, además de derribar a sus enemigos, para poder cumplir con su objetivo.

## Jugabilidad
Ice Breaker combinó destreza y velocidad; el jugador debía pilotar el bobsleigh disparador sin salirse de la pista, si no perdía un turno. Los recorridos cada vez se complicaban más a medida que el jugador iba avanzando en el videojuego. Además, las pistas debían correrse a contrarreloj.
Pese a que los recorridos eran complejos, el jugador debía controlar la munición, el combustible y la energía del bobsleigh para poder completar el nivel. A lo largo de la fase, y para ayudar al jugador a completarla, aparecían diferentes bonificaciones.
La peligrosidad también iba en aumento, ya que el jugador debía esquivar esta serie de obstáculos: piedras, bolas de nieve, pivotes, heridos, banderas, vallas, cráteres, charcos de aceite o rampas. A lo largo de los recorridos, el jugador también tenía que enfrentarse contra bobsleghs enemigos, cañones y artefactos voladores.

## Recepción
Las críticas que recibió Ice Breaker fueron positivas; la revista MicroHobby dijo del programa que: resulta muy divertido porque a cada momento surge una nueva complicación que nos anima a recorrer de nuevo la zona helada. Lo puntuó con un 88 sobre 100 y valoró positivamente gráficos, movimiento, sonido y adicción. La misma revista especificó: Topo ha desarrollado a todas luces un juego muy bueno, cuya velocidad y posibilidades de movimiento llegan a ser espectaculares. Asimismo, gráficamente no invalida las opciones anteriores.

## Legado
Ice Breaker fue uno de los éxitos de la compañía y apareció en un pack recopilatorio titulado «Top by Topo 2» junto a otros títulos como R.A.M., Mad Mix 2: En el castillo de los fantasmas, Viaje al centro de la tierra y Drazen Petrovic Basket.